# 黄錦周
黄 錦周（ファン・クムジュ、황금주、1927年 - 2013年）は、韓国生まれの女性。元・慰安婦だと主張している。

## 略歴
韓国挺身隊問題対策協議会『証言・強制連行された朝鮮人軍慰安婦たち』での本人証言に基づく。
- 1922年忠南扶餘生まれ[1]。家は由緒正しいソンビだが経済的には苦しい[2]
- 1934年（13歳）父が病気になり薬代の借金のため咸興の催さんの養女に（実際は女中）[2]
- 1936年（15歳）扱いの荒さに音を上げ、催さんの本妻の家に移動、借金が増える、学校に行かせて貰う[2]
- 1941年（20歳）村の班長が「1家で1人は日本の工場で働かねばいけない」と言われ養家の他の子供の身代わりになって志願。3年間の労働で借金が返せると期待。他の人と一緒に列車とトラックでついた場所（駅名は吉林）は日本軍のテントで3日に1回将校の部屋に呼ばれ強姦された[2]
- 1941年（半月後）慰安所に移動、木造の簡単な小屋数棟で看板はない。食事も軍人と混じってとり完全な日本軍の支配下にある[2]
- （？後）トラックと船で近傍の慰安所に移動。より厳しい状況、主に海軍軍人がきた[2]
- （8～9ヶ月後）移動する軍人について吉林の慰安所に戻る[2]
- 1945年8月（24歳）終戦、将校はおらず自由にしろというメモだけ。下腹部が腫れ膿が出て歩けない同僚を残し歩いて兵舎の外へ。朝鮮に帰ったのは12月[2]
- 2013年1月3日[3] 死去。

## 証言内容
- 「19歳の時、学校を卒業する25日前に日本軍に慰安婦にされた」[4]
- 「1日何人の相手をさせられたのか判りません。気絶してしまうこともありました。生理の時許してくれと言ってもダメでした。私は何とか休みたいと体中にわざと生理の血を塗りまくって、兵隊の気をそごうとしました。兵士達は気に入らないと殴る・蹴るの暴力をはたらきました。私も数百回、数千回殴られたかしれません。病気で弱った慰安婦は掘った穴に入れられ手榴弾で殺され、埋められたと聞きます」[5]
- 「咸鏡の女学校在学中の17歳の時1939年に国民徴用令で動員され軍需工場に行くと思っていたが着いた所は吉林の慰安所だった」（朝日新聞 1995年）
- 「村の班長（日本人）に『一家に一人は行かなくては』と脅かされ、1941年、朝鮮を離れたが、到着した場所は、慰安所だった」（元日本軍「慰安婦」の証言を聞く集会）
- 「17歳のとき、日本人の村の指導者の妻が、未婚の朝鮮人少女全員に、日本軍の工場に働きに行くように命じ、私は労働者として徴用されたのだと思った」 （クマラスワミ報告）
- 「3年も働いたころ、ある日一人の日本兵が自分のテントについてこいと要求しました。彼は着物を脱げと私にいいました。たいへん怖かったので抵抗しました。私はまだ処女でした。しかし彼は銃剣の付いている銃で私のスカートを引き裂き、下着を体から切り離しました。そのときに私は気を失いました。そしてふたたび気が付いたときには毛布を掛けられていましたが、あたり一面に血が付いていました。

そのときから最初の1年間は、一緒にいた全ての朝鮮の少女たちと同様に高級将校の相手をするように命令されましたが、そのうち、私たちはもっと下級の将校の相手をするようになりました。もし誰かが病気になれば、その人は消えてしまうのが普通でした。また私たちは「606号注射」を与えられましたが、それは妊娠しないようにするためや、妊娠したときにいつも流産するようにするためでした。」（クマラスワミ報告）
- 衣類は一年に2回しか与えられず、食べ物も足りず、餅と水だけでした。私たちのサービスには、支払いはありませんでした。私は5年間「慰安婦」として使われましたが、そのことで一生苦しめられてきました。私の内臓は何度も病におかされるたび、手術で取り除かれており、苦痛と恥にみちた経験のために、性交渉を持つことはできません。私はミルクや果汁を吐き気を催さずには飲むことができません。彼らが私に押し付けた汚らしい事柄をあまりにもたくさん思い出させるからです。（クマラスワミ報告）
- 「14歳のとき、いわゆる「処女供出」で満州に連行され、皇軍兵士の道具にされた」 （黄錦周さんの証言を聞く会 東京大学にて）
- 「証拠がないわけがないだろう。私が証拠じゃない。これ以上どんな証拠を出せというの」 [6]
  - 小林よしのりは『新・ゴーマニズム宣言SPECIAL 戦争論』で、この弁明を（ギャグ調にして）特に問題視している[7]。
- 「1日に相手をした数は30〜40人くらいでしたが、休日には軍人達がふんどし1枚で列を作るほど押し寄せました。まだ前の人がいるのにそのふんどしまでとってカーテンを開け押し入る軍人もいました。少しでも時間が余計にかかると外で『早く早く』という声がかかりました。戦場に出る前の軍人は特に荒々しく泣きながらする人もいました」（吉林の慰安所で）[2]
- 「生理の時には脱脂綿のようなものを配給されました。1年程した頃からこの配給が途絶えたので他の人が洗って干しておいたものを盗んで使ったり、軍人達のゲートルを拾ってきて洗って使ったりしました」「軍隊の中では慰安婦は人間としての扱いを受けることができなかったのです。殴られる事が日課でした。月を眺めているだけで何を考えているのかと殴られ、一人言を言えば文句を言ったと殴られました。幕舎の外に出ようとすると、どこにいくのかと足蹴にされたので、外を見ることもできませんでした。だから部隊名も軍人の顔も階級も覚えられませんでした」（吉林の慰安所で）[2]
- 「子宮が腫れて血膿が出て兵隊の相手ができなかった日、ある将校がきて相手をできないなら代わりに自分の性器を口に含めと言いました。私はそんな事をするくらいなら『あんたのクソを食らうほうがまだましだ』と言い返しました。すると将校はこのやろう殺してやると言ってめちゃくちゃに殴る蹴るの暴行を加えました。気がついたとき四日もたったと小屋の同僚に言われました」（吉林の慰安所で）[2]

## 証言の信頼性について
- 漫画家小林よしのりは、著書『新・ゴーマニズム宣言SPECIAL 戦争論』2のなかで黄の証言の矛盾を指摘した。
  - 証言では多くの女性と一緒に列車に乗ったことがわかり、班長の要請は動員ではなく日本軍からの慰安婦供出の指示だったというものの朝鮮人女性に動員令が出たのは1944年であり1938年の動員はありえないことである。

- ソウル大学教授・安秉直は慰安婦として名乗り出た人の中には事実を歪曲している人もいた事を記し、この調査結果での黄錦周についてはそうした事はなく証言の信憑性についての確認に自信を持っていることを以下のように書いている。

「調査を検討する上で難しかったのは証言者の陳述がたびたび論理的に矛盾することであった。すでに50年前の事なので、記憶違いもあるだろうが証言したくない点を省略したり、適当に繕ったりごちゃ混ぜにしたりという事もあり、またその時代の事情が私たちの想像を越えている事もあるところから起こったことと考えられる。（略）私たちが調査を終えた19人の証言は私たちが自信をもって世の中に送り出すものである。（略）証言の論理的信憑性を裏付けるよう、証言の中で記録資料で確認できる部分はほとんど確認した」
後日（2006年）に安は、「強制動員されたという一部の慰安婦経験者の証言はあるが、韓日とも客観的資料は一つもない」「無条件による強制によってそのようなことが起きたとは思えない」と述べ、日本のケースでの「自発性」を強調し、現在の韓国における私娼窟における慰安婦をなくすための研究を行うべきであり、共同調査を行った韓国挺身隊問題対策協議会は慰安婦のことを考えるより日本との喧嘩を望んでいるだけであったと非難している。